# چیوهیمه
چیوهیمه (انگلیسی: Chiyohime; ۲۹ آوریل ۱۶۳۷ – ۱۰ ژانویهٔ ۱۶۹۹) دختر سومین شوگون توکوگاوا ایه‌میتسو از همسر غیر اصلی او «اوفوری نو کاتا» اهل شوگون‌سالاری توکوگاوا بود.